# Landkreis Wolfenbüttel
Landkreis Wolfenbüttel er en Landkreis i den sydøstlige del af den tyske delstat Niedersachsen. Landkreisen er delt i to dele, administrationsby er Wolfenbüttel.
Den sydlige del af området er en del af Harvorlandet. Landkreisen grænser mod nord til Braunschweig, mod øst til Landkreis Helmstedt, mod vest til Salzgitter og mod syd til Landkreis Goslar og Landkreis Harz i delstaten Sachsen-Anhalt.

## Byer og kommuner
Landkreisen havde 119960 indbyggere pr. 2018-12-31

| Byer | |
| --- | --- |
| 1. Cremlingen (13111) 2. Schladen-Werla [adm: Schladen] (8752) 3. Wolfenbüttel, administrationsby (52174) Samtgemeinden - 1. Samtgemeinde Baddeckenstedt (10461) 1. Baddeckenstedt * (3069) 2. Burgdorf (2248) 3. Elbe (1520) 4. Haverlah (1634) 5. Heere (1112) 6. Sehlde (878) - 2. Samtgemeinde Elm-Asse (18.568 ) 1. Dahlum (640) 2. Denkte (2823) 3. Hedeper (496) 4. Kneitlingen (807) 5. Kissenbrück (1756) 6. Remlingen-Semmenstedt (2409) 7. Roklum (433) 8. Schöppenstedt, Stadt * (5474) 9. Uehrde (886) 10. Vahlberg (716) 11. Winnigstedt (686) 12. Wittmar (1110) | - 3. Samtgemeinde Oderwald (6757) 1. Börßum * (2805) 2. Cramme (858) 3. Dorstadt (705) 4. Flöthe (1102) 5. Heiningen (653) 6. Ohrum (634) - 4. Samtgemeinde Sickte (10469) 1. Dettum (1153) 2. Erkerode (909) 3. Evessen (1267) 4. Sickte * (6163) 5. Veltheim (Ohe) (977) * markerer forvaltningsby for Samtgemeinden |